# Tallero del Baden
Il Tallero (Thaler o Taler) è stata una moneta emessa dal Baden in vari momenti della sua storia. Prima del 1821, il Baden ha emesso il Kronenthaler ed il Conventionsthaler.
Nel 1829 fu introdotto un nuovo tallero, suddiviso in 100 Kreuzer. Sostituiva il Gulden (fiorino) che valeva 60 Kreuzer come principale unità di conto. Fu emessa una moneta da un tallero, che conteneva argento fino pari a 5/147 del marco di Colonia, accanto ad una moneta d'oro da 5 Talleri.
Nel 1837, il nuovo Gulden rimpiazzò il tallero con un cambio di 1 Gulden = 0,6 Taler. Tra il 1857 ed il 1871, il Baden emise il Vereinsthaler accanto al Gulden.